# イルス・ヘイレン
イルス・ヘイレン（ラテン語: Ilse Heylen、1977年5月21日 - ）はベルギーのアントウェルペン出身の柔道家。階級は52kg級。身長161cm。

## 人物
8歳の時に柔道を始めた。2004年のアテネオリンピックで銅メダリストとなった。2008年の北京オリンピックでは7位にとどまった。2012年のロンドンオリンピックでは5位だった。

## 主な戦績
48kg級での戦績
- 1998年 - フランス国際　3位
- 1998年 - 世界学生　3位
- 1999年 - ユニバーシアード　3位
- 1999年 - 福岡国際　3位
- 2000年 - オーストリア国際　優勝
- 2000年 - オランダ国際　2位
- 2000年 - 世界学生　2位
- 2001年 - ブルガリア国際　優勝

52kg級での戦績
- 2002年 - ロシア国際　3位
- 2003年 - チェコ国際　優勝
- 2004年 - ロシア国際　優勝
- 2004年 - ブルガリア国際　優勝
- 2004年 - ヨーロッパ選手権　2位
- 2004年 - アテネオリンピック　3位
- 2005年 - ブルガリア国際　優勝
- 2005年 - フランス国際　3位
- 2005年 - ヨーロッパ選手権　優勝
- 2007年 - ヨーロッパ選手権　3位
- 2007年 - ロシア国際　優勝
- 2008年 - 北京オリンピック　7位
- 2009年 - ヨーロッパ選手権　3位
- 2009年 - グランドスラム・リオデジャネイロ　3位
- 2009年 - グランプリ・アブダビ　2位
- 2010年 - ワールドマスターズ　5位
- 2010年 - グランドスラム・パリ　3位
- 2010年 - グランプリ・デュッセルドルフ　3位
- 2011年 - ワールドカップ・オーバーヴァルト　優勝
- 2011年 - ワールドカップ・マルガリータ島　優勝
- 2011年 - ワールドカップ・サンサルバドル　優勝
- 2012年 - ワールドマスターズ　3位
- 2012年 - グランドスラム・モスクワ　2位
- 2012年 - グランドスラム・リオデジャネイロ　3位
- 2012年 - ロンドンオリンピック　5位
- 2012年 - グランプリ・アブダビ　3位
- 2012年 - グランプリ・青島　3位
- 2012年 - グランドスラム・東京　5位
- 2013年 - グランプリ・マイアミ　3位
- 2013年 - グランプリ・リエカ　3位
- 2013年 - グランプリ・アルマトイ　優勝
- 2013年 - グランプリ・タシュケント　優勝
- 2014年 - パンナムオープン・サンティアゴ　優勝
- 2015年 - グランプリ・トビリシ　2位
- 2015年 - グランプリ・サムスン　2位
- 2016年 -　グランプリ・ハバナ　2位

(出典、JudoInside.com)。